# Коачелла Вэлли Файрбёрдс
«Коаче́лла Вэ́лли Файрбёрдс» (англ. Coachella Valley Firebirds) — профессиональный хоккейный клуб, выступающий в Американской хоккейной лиге. Базируется в городе Палм-Дезерт в округе Риверсайд, штат Калифорния, США. В то же время находится в долине Коачелла, откуда и берет своё название. Является фарм-клубом команды НХЛ «Сиэтл Кракен». В АХЛ команда начала играть с сезона 2022/23.

## История
4 декабря 2018 года Совет директоров НХЛ одобрил заявку на вступление в лигу клуба из Сиэтла, который начал свои выступления с сезона 2021/22. Затем новая группа владельцев начала строить планы по приобретению фарм-клуба в АХЛ. К началу 2019 года они сузили круг поисков до покупки команды ECHL «Айдахо Стилхэдз» в Бойсе, штат Айдахо, или создания новой команды в Палм-Спрингс, штат Калифорния. 26 июня 2019 года стало известно, что группа владельцев из Сиэтла выбрала Палм-Спрингс в качестве площадки для своей франшизы. Было объявлено, что в центре Палм-Спрингс будет построена арена стоимостью 250 миллионов долларов на 10 000 мест с прилегающим тренировочным центром. Вступление нового клуба было одобрено Советом управляющих АХЛ 30 сентября 2019 года и планировалось начать играть с сезона 2021/22. 
Однако строительство было отложено, поскольку переговоры зашли в тупик с группой индейцев кауилла Агуа-Кальенте племенем коренных американцев, которому принадлежит предлагаемая земля под застройку. В связи с этим дебют команды был перенесен на сезон 2022/23. В сентябре 2020 года было объявлено, что было выбрано новое место в долине Коачелла, но строительство может быть завершено не ранее 2022 года. После одобрения местных властей 2 июня 2021 года была проведена первая церемония закладки фундамента на месте будущей «Акрисур Арены» в Палм-Дезерте. Тем временем в сезоне 2021/22 фарм-клубом «Сиэтла» стал «Шарлотт Чекерс» который также сотрудничал с «Флоридой Пантерз». 
5 ноября 2021 года новая команда представила свое название «Коачелла Вэлли Файрбёрдс», а также логотипы и цвета на церемонии, состоявшейся рядом со строящейся новой ареной. В июне 2022 года Дэн Байлсма был представлен в качестве первого главного тренера команды.

## Арена
Домашней ареной «Коачеллы Вэлли Файрбёрдс» является «Акрисур Арена», расположенная в Таузенд-Палмс, штат Калифорния, к востоку от Палм-Спрингс. Первые четыре домашних игры провели в регионе Сиэтл в конце октября 2022 года, ожидая завершения строительства новой арены в декабре: одну игру на «Клаймэт Пледж-арене», домашнем льду «Сиэтл Кракен»; еще одну на «Эйнджел Оф Зе Виндз Арене», домашней площадке клуба WHL «Эверетт Силвертипз», и две игры в сообществе «Кракен Айсплекс», официальном тренировочном центре «Кракен». 18 декабря «Файрбёрдс» наконец вышли на свой домашний лёд в матче против «Тусон Роудраннерс» и одержали победу со счётом 4:3. Кэмерон Хьюз забил первый гол в истории «Акрисур Арены» на отметке 8:49 в 1-м периоде.